# تیاگو ریبریو دوس سانتوس
تیاگو ریبریو دوس سانتوس (به پرتغالی: Thiago Ribeiro dos Santos) مدافع اهل برزیل است که در شهر آراکاخو و در تاریخ ۲۸ مارس ۱۹۸۹ به دنیا آمده‌است.
تیاگو ریبریو دوس سانتوس در تیم‌های فوتبال Grêmio سابقهٔ حضور دارد.